# Kościół św. Pawła w Tatyni
Kościół św. Pawła w Tatyni – świątynia należąca do parafii rzymskokatolickiej pw. Świętych Apostołów Piotra i Pawła w Policach-Jasienicy, jest kościołem filialnym w Tatyni.

## Historia
Obiekt powstał pod koniec XVII wieku jako kościół ewangelicki. Jest to jedna z najstarszych budowli sakralnych o takiej konstrukcji na Pomorzu Zachodnim. W 1948 został przejęty przez Kościół rzymskokatolicki.

## Architektura
Świątynia wznosi się nad urwistym brzegiem rzeczki Gunicy. Zbudowana została w technologii szachulcowej na planie prostokąta jako budowla salowa, orientowana, z niewielką drewnianą wieżą z hełmem ostrosłupowym zwieńczonym kulą i krzyżem. We wnętrzu znajduje się współczesny ołtarz z wizerunkiem św. Pawła. Na przykościelnym placu otoczonym zabytkowym murem z kamienia polnego, znajdował się cmentarz, który jednak nie dotrwał do naszych czasów. 
Kościół znajduje się w rejestrze zabytków (nr rej. A-505 z 22 stycznia 1963).

### Zdjęcia

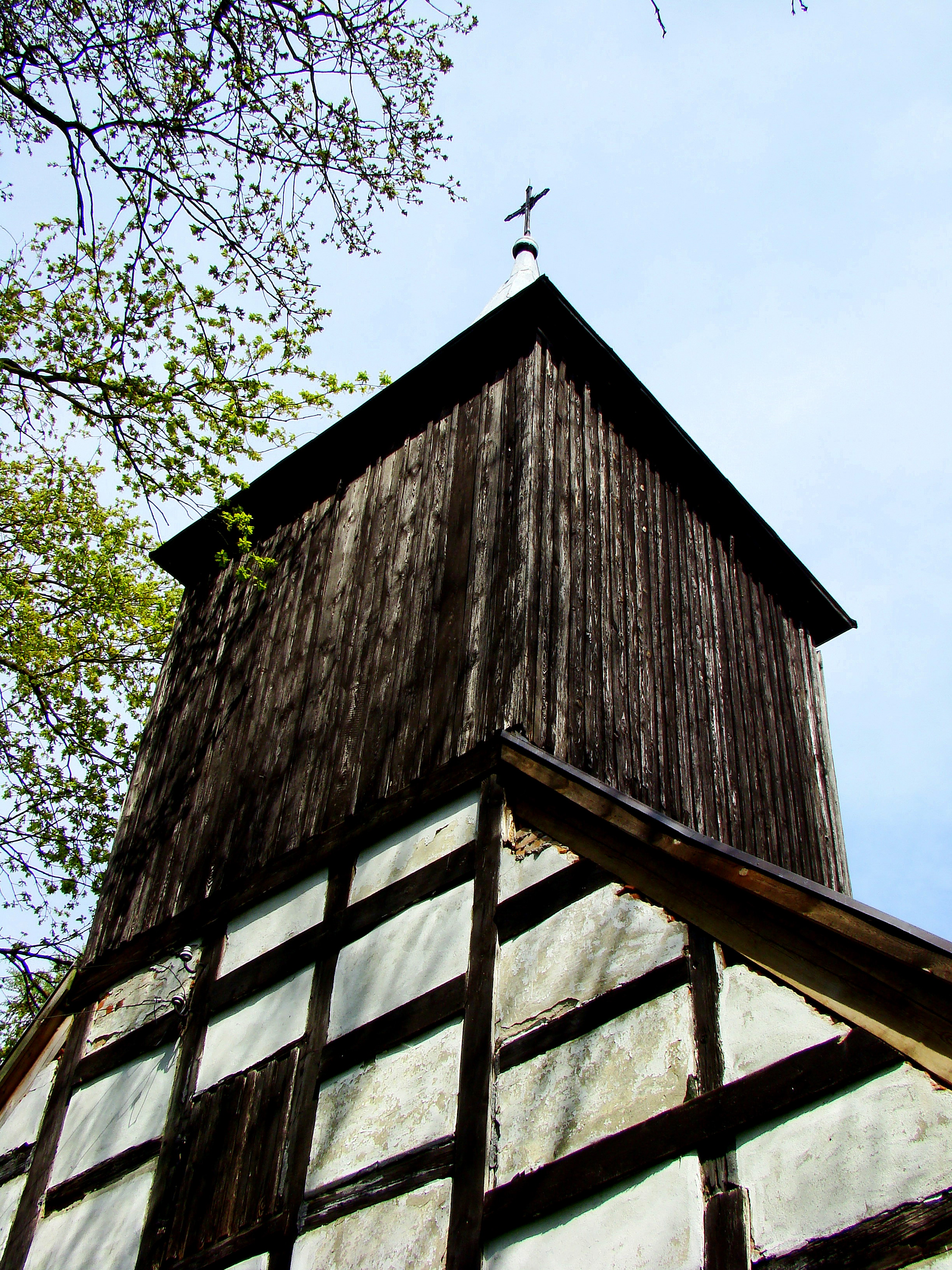
Wieża kościelna
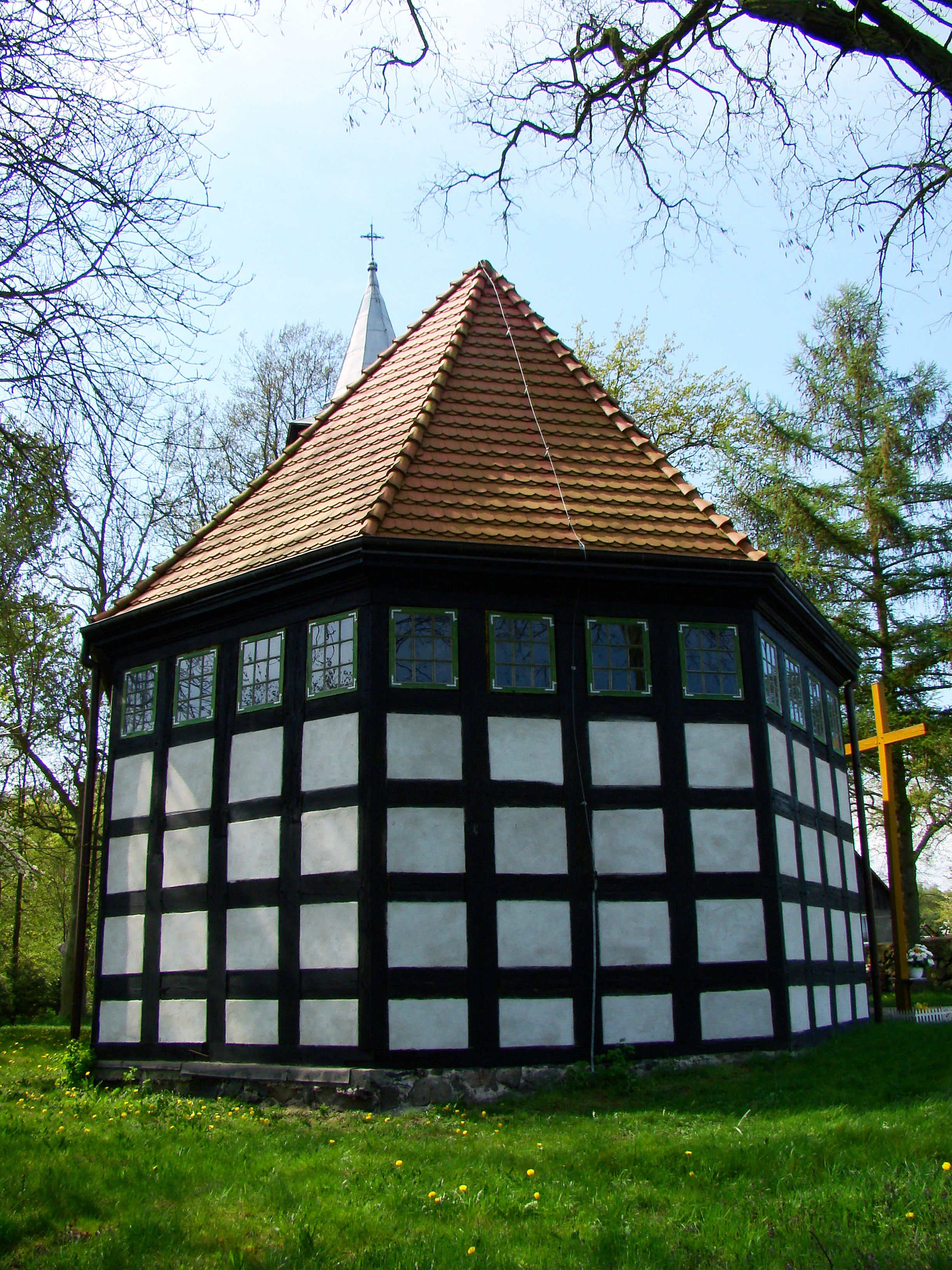
Ściana wschodnia
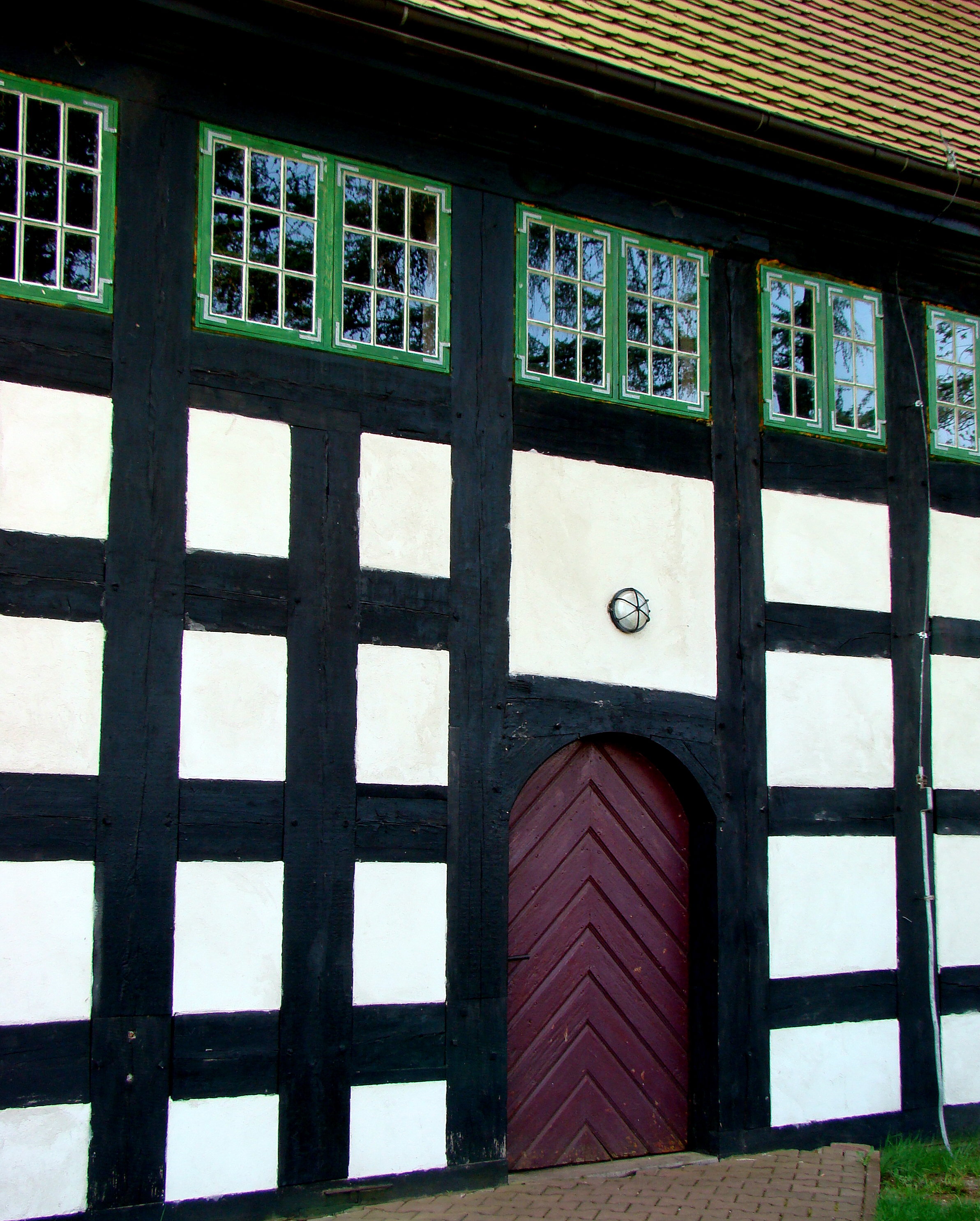
Wejście
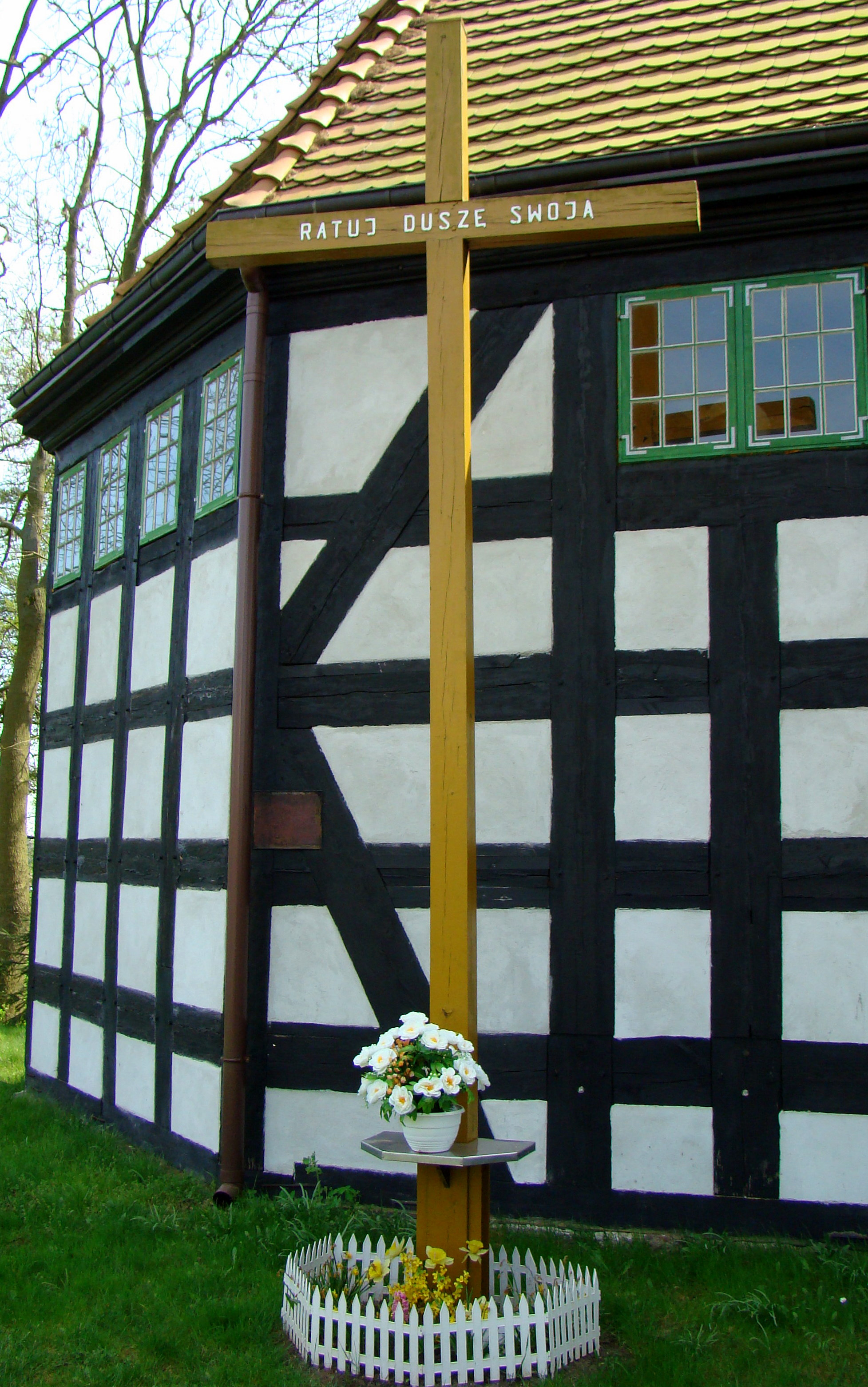
Krzyż przykościelny